# Flik 56J
La Flik 56J (nome ufficiale Jagdfliegerkompanie 56) era una delle unità aeree dell'Impero austro-ungarico durante la prima guerra mondiale. Fu una formazione di piloti da caccia dopo la specializzazione del 1917 della k.u.k. Luftfahrtruppen e fu schierata sul fronte italiano.

## Storia

### Prima guerra mondiale
La squadriglia fu creata a Strasshof an der Nordbahn, in Austria, l'8 settembre 1917 e fu diretta sul fronte del fronte italiano, a Villaco. In ottobre, partecipò per la quattordicesima armata tedesca alla conquista della Battaglia di Caporetto.
Il 30 dicembre 1917 Benno Fiala von Fernbrugg abbatte il Caproni Ca. 4216 della 1ª Squadriglia Caproni di San Pelagio (equipaggio capitano Maurizio Pagliano, tenente Luigi Gori, soldati Arrigo Andri e Giacomo Caglio), che fu intercettato dall'Albatros D.III(Oef) (153.77) di Benno Fiala sopra i cieli di Susegana e cadde in fiamme in località Fornace Vecchia.
Nel 1918 entra nella 6ª armata e combatté nell'offensiva della Battaglia del Solstizio a giugno. Le sue basi erano all'Aeroporto di Udine-Campoformido, Feltre, Pianzano e San Fior.
Il 22 febbraio 1918 il 2nd Lieutenant Harold Butler viene abbattuto con il Camel (B6362) del No. 28 Squadron RAF probabilmente dagli Aviatik D.I di Josef Siegel e Rudolf Klemm.
Al 15 ottobre era a Pianzano.
Dopo la guerra, l'intera aviazione austriaca fu liquidata.